# 1946 en football canadien
Chronologie
Saison précédente Saison suivante
1946 est la 63e saison depuis la fondation de la Canadian Rugby Football Union en 1884.

## Événements
Les Alouettes de Montréal sont créés et remplacent les Hornets dans la IRFU. Celle-ci adopte un calendrier de 12 matchs par équipe.
La Western Interprovincial Football Union joue une saison régulière pour la première fois depuis 1941. Les Roughriders de Regina s’appellent maintenant les Roughriders de la Saskatchewan.
Les Imperials de Sarnia de l'Ontario Rugby Football Union renaissent. Ils étaient inactifs depuis 1941.

## Classements
| Clt   | Équipe                | PJ | V | D  | N | BP  | BC  | Pts |
| ----- | --------------------- | -- | - | -- | - | --- | --- | --- |
| +001, | Alouettes de Montréal | 12 | 7 | 3  | 2 | 211 | 118 | 16  |
| +002, | Argonauts de Toronto  | 12 | 7 | 3  | 2 | 140 | 124 | 16  |
| +003, | Rough Riders d'Ottawa | 12 | 6 | 4  | 2 | 175 | 128 | 14  |
| +004, | Tigers de Hamilton    | 12 | 0 | 10 | 2 | 78  | 234 | 2   |

| Clt   | Équipe                         | PJ | V | D | N | BP | BC | Pts |
| ----- | ------------------------------ | -- | - | - | - | -- | -- | --- |
| +001, | Stampeders de Calgary          | 8  | 5 | 3 | 0 | 60 | 37 | 10  |
| +002, | Blue Bombers de Winnipeg       | 8  | 5 | 3 | 0 | 69 | 46 | 10  |
| +003, | Roughriders de la Saskatchewan | 8  | 2 | 6 | 0 | 46 | 92 | 4   |

### Ligues provinciales
| Clt   | Équipe                 | PJ | V | D  | N | BP  | BC  | Pts |
| ----- | ---------------------- | -- | - | -- | - | --- | --- | --- |
| +001, | Indians de Toronto     | 10 | 8 | 1  | 1 | 176 | 66  | 17  |
| +002, | Wildcats de Hamilton   | 10 | 8 | 1  | 1 | 166 | 66  | 17  |
| +003, | Balmy Beach de Toronto | 10 | 6 | 4  | 0 | 112 | 84  | 12  |
| +004, | Imperials de Sarnia    | 10 | 4 | 5  | 0 | 88  | 158 | 8   |
| +005, | Rockets de Windsor     | 10 | 3 | 7  | 0 | 61  | 138 | 6   |
| +006, | Trojans d'Ottawa       | 10 | 0 | 10 | 0 | 36  | 127 | 0   |

## Séries éliminatoires

### Finale de la WIFU
- 26 octobre : Blue Bombers de Winnipeg 18 - Stampeders de Calgary 21
- 2 novembre : Stampeders de Calgary 0 - Blue Bombers de Winnipeg 12

Winnipeg gagne la série 30 à 12 et passe au match de la coupe Grey.

### Quarts de finale de l'Est
- Wildcats de Hamilton 14 - Imperials de Sarnia 5
- Balmy Beach de Toronto 12 - Indians de Toronto 7

### Demi-finales de l'Est
- 16 novembre : Argonauts de Toronto 12 - Alouettes de Montréal 6
- Balmy Beach de Toronto 13 - Wildcats de Hamilton 6

### Finale de l'Est
- 23 novembre : Balmy Beach de Toronto 12 - Argonauts de Toronto 22

Les Argonauts passent au match de la coupe Grey.

### 34ecoupe Grey
- 30 novembre : Les Argonauts de Toronto gagnent 28-6 contre les Blue Bombers de Winnipeg au Varsity Stadium à Toronto (Ontario).

## Honneurs individuels
- Trophée Jeff-Russel (courage, habileté, jeu propre et esprit sportif dans l'IRFU) : Joe Krol (DO), Argonauts de Toronto